# Битка код Гросберена
Битка код Гросберена вођена је 23. августа 1813. године између француско-саксонске војске са једне и пруско-руско-шведске војске са друге стране. Део је Наполеонових ратова, тј. рата треће коалиције, а завршена је француском победом.

## Битка
Северна пруска армија под командом Бернадота хитно се прикупљала на линији Гитергоц-Рулсдорф-Хајнерсдорф-Грос Цитен. На ту линију се очекивало избијање три раздвојене француске колоне које су наступале према Берлину. Деснокрилна колона требало је да демонстративним нападом веже пруски корпус Фридриха Тауенцина код Бланкенфелда. Средња колона имала је да освоји Гросберен уз садејство леве колоне. Десна колона је раним нападом извршила демонстративни притисак, али се око 14 часова повукла на полазни положај. Средња колона је тек око 15 часова потисла пруску претходницу. Пруски командант Билов је око 18. часова прешао у напад на средњу колону са 31.000 људи и 84 топа. Разбио је чеону дивизију, а до мрака и другу дивизију. Пруси су заробили 1500 војника и 14 топова, а Удино је због пораза средње колоне одустао од напада на Берлин и повукао се у тврђаву Витенберг.